# Yoshiaki Hara
Yoshiaki Hara, född 1944, är en japansk botaniker med specialintresse Algae (alger).
Auktorsnamnet Y.Hara kan användas för Yoshiaki Hara i samband med ett vetenskapligt namn inom botaniken; se Wikipediaartiklar som länkar till auktorsnamnet.